# Ernest Thompson Seton
Ernest Thompson Seton (14 tháng 8 năm 1860 - 23 tháng 10 năm 1946) là một người Canada gốc Anh (và là công dân nhập tịch Hoa Kỳ) đã trở thành một tác giả nổi bật, một họa sĩ về hoang dã, sáng lập viên của Woodcraft Indians, và là người tiên phong sáng lập Nam Hướng đạo Mỹ (Boy Scouts of America hay viết tắt là BSA). Seton cũng có ảnh hưởng lớn Robert Baden-Powell, sáng lập viên của Hướng đạo. Các sách nổi bật của ông có liên quan đến Hướng đạo gồm có The Birch Bark Roll (Văn bản Võ cây Birch ) và sách The Boy Scout Handbook (Sách chỉ nam cho Nam Hướng đạo). Ông là người đã đem ảnh hưởng lớn của văn hóa người bản thổ Mỹ vào Nam Hướng đạo Mỹ.

## Cuộc đời lúc ban đầu
Ông được sinh ra với tên là Ernest Evan Thompson tại South Shields, Quận Durham (hiện nay là một phần của South Tyneside, Tyne và Wear), Anh Quốc và gia đình ông di cư đến Canada năm 1866. Khi còn nhỏ, ông rút vào rừng để vẽ và nghiên cứu loài vật như một cách để tránh sự ngược đãi hành hạ của người cha. Ông giành được học bổng về hội họa của Học viện Hoàng gia (Royal Academy) tại London, Anh.
Sau đó ông từ bỏ cha mình và đổi tên thành Ernest Thompson Seton. Ông tin rằng Seton là một cái họ quan trọng trong dòng họ bên nội của mình. Ông dần trở nên đặc biệt ham thích chó sói khi là một nhà tự nhiên học cho bang Manitoba. Ông trở thành một nhà văn, họa sĩ và nhà tự nhiên học thành công, sau đó ông chuyển đến sống tại Thành phố New York để tiến thân. Seton sau đó sống ở Wyndygoul trong một bất động sản mà ông xây tại Cos Cob, Connecticut, một phần của Greenwich, Connecticut. Sau khi bị nhóm thiếu niên phá phách, Seton mời họ đến bất động sản của ông trong một dịp cuối tuần để ông kể chuyện về người bản thổ Mỹ và về thiên nhiên.
Ông thành lập Woodcraft Indians năm 1902 và mời các thiếu niên địa phương gia nhập. Các câu chuyện trở thành một loạt bài báo được đăng trên Ladies Home Journal và dần dần được sưu tập thành The Birch Bark Roll of the Woodcraft Indians (Văn bản Võ cây Birch của người bản thổ Mỹ thạo kỹ năng rừng) năm 1906.
Ông kết hôn hai lần. Lần đầu tiên là với Grace Gallatin năm 1896. Người con gái duy nhất của họ là Ann sinh năm 1904 và mất năm 1990. Ann, sau đó đổi tên và trở thành một tác giả tiểu thuyết về lịch sử và tiểu sử có sách bán chạy nhất với bút danh là Anya Seton. Ernest và Grace li dị năm 1935, và Ernest lập gia đình với Julia M. Buttree. Julia viết sách và cũng viết cùng Ernest. Ho không có con cái nhưng có xin một người con nuôi lúc nhỏ là Beulah (Dee) Seton (sau đó là Dee Seton Barber), năm 1938. Dee Seton Barber mất năm 2006.
Seton được trao Huy chương Daniel Giraud Elliot của Viện hàn lâm Khoa học quốc gia Hoa Kỳ năm 1928.

## Hướng đạo
Seton gặp người sáng lập ra phong trào Hướng đạo là Robert Baden-Powell năm 1906. Baden-Powell đã đọc sách của Seton là The Birch Bark Roll of the Woodcraft Indians (Văn bản Võ cây Birch của người bản thổ Mỹ thạo kỹ năng rừng) và rất là thích thú với quyển sách đó. Hai người gặp mặt và chia sẻ ý tưởng. Baden-Powell tiến hành thành lập phong trào Hướng đạo toàn thế giới, và Seton trở thành nhân vật quan trọng trong việc thành lập Nam Hướng đạo Mỹ và là Hướng đạo trưởng đầu tiên của hội. Hội Woodcraft Indians của ông là một tổ chức thanh thiếu niên, kết hợp với Hướng đạo (sau nhiều lần thử nghiệm với Hiệp hội Thanh niên Cơ Đốc (YMCA) và các tổ chức khác) và với Con trai của Daniel Boone của Daniel Carter Beard để thành lập Nam Hướng đạo Mỹ. Công trình của Seton và Beard là phần chính cơ bản của phong trào Hướng đạo Truyền thống.
Seton là Hướng đạo trưởng của Nam Hướng đạo Mỹ từ 1910-1915 và công việc của ông phần lớn tạo nhiều ảnh hưởng văn hóa người bản thổ Mỹ trong Nam Hướng đạo Mỹ. Tuy nhiên, ông có nhiều tranh cãi lớn về triết lý và cá nhân với Beard và James E. West.
Ngoài những tranh cãi về nội dung đóng góp của Seton vào Sách chỉ nam cho Nam Hướng đạo, những xung đột khác cũng bộc phát như việc hoạt động bầu cử của vợ ông là Grace và tư cách công dân Vương quốc Anh của ông. Vấn đề tư cách công dân của ông nổi lên vì vị trí cao của ông trong Nam Hướng đạo Mỹ, và phân hội liên bang mà West đang nỗ lực thành lập cho Nam Hướng đạo Mỹ lại yêu cầu ban ủy viên thường vụ phải là công dân Mỹ. Seton thảo thư từ chức vào ngày 29 tháng 1 năm 1915 nhưng đã không gởi nó đến Nam Hướng đạo Mỹ cho đến tháng 5.
Seton là một nhà văn tiên phong của trường phái tiểu thuyết hiện đại về loài vật. Tác phẩm nổi tiếng nhất của ông là Wild Animals I Have Known (Những con vật hoang mà tôi từng biết) được xuất bản vào năm 1898 và liên tiếp được tái bản.
Năm 1931 ông trở thành một công dân Hoa Kỳ. Ông mất tại Làng Seton, New Mexico năm 1946, hưởng thọ 86 tuổi. Seton được hỏa táng tại Albuquerque. Năm 1960, để vinh danh sinh nhật lần thứ 100 của ông và 350 năm của thành phố Santa Fe, con gái của ông là Dee và cháu là Seton Cottier (con trai của Anya) rải tro của ông từ máy bay xuống Làng Seton.
Trại hướng đạo Philmont có Thư viện và Bảo tàng Tưởng niệm Seton tọa lạc trong đó. Lâu đài Seton tại Santa Fe mà Seton xây và là nơi cư ngụ cuối cùng của ông có chứa nhiều món đồ vật của ông. Trong lúc Lâu đài Seton được trùng tu năm 2005, nó bắt lửa và cháy rụi. Tuy nhiên, tất cả các tác phẩm nghệ thuật, giấy viết tay, sách,... đã được di chuyển và cất giữ trước khi công viêc trùng tu bắt đầu.

## Tác phẩm
- Mammals Of Manitoba (1886)
- Birds Of Manitoba, Foster (1891)
- How to Catch Wolves, Oneida Community (1894)
- Studies in the Art Anatomy of Animals, Macmillan (1896)
- Wild Animals I Have Known, Scribners (1898)
- The Trail of The Sandhill Stag, Scribners (1899)
- Lobo, Rag, and Vixen, Scribners (1899)
- The Wild Animal Play For Children (Musical), Doubleday & Curtis (1900)
- The Biography of A Grizzly, Century (1900)
- Lobo (1900)
- Ragylug (1900)
- American Printing House For The Blind, Wild Animals I have Known (NY point system) (1900)
- Pennsylvania Institution for the Blind Four Books In Braille: Lobo, Redruff, Raggylug, Vixen (1900)
- Lives of the Hunted, Scribners (1901)
- Twelve Pictures of Wild Animals (no text) Scribners (1901)
- Krag and Johnny Bear, Scribners (1902)
- How to Play Indian (1903)
- Two Little Savages, Doubleday (1903)
- How to Make A Real Indian Teepee, Curtis (1903)
- How Boys Can Form A Band of Indians, Curtis (1903)
- The Red Book (1904)
- Monarch, The Big Bear of Tallac, Scribners (1904)
- Woodmyth and Fable, Century (1905)
- Animal Heroes, Scribners (1905)
- The Birch Bark Roll of the Woodcraft Indians (1906)
- The Natural History of the Ten Commandments, Scribners (1907)
- Fauna of Manitoba, British Assoc. Handbook (1909)
- Biography of A Silver Fox, Century (1909)
- Life-Histories of Northern Animals (2 Volumes), Scribners (1909)
- BSA: A Handbook of Woodcraft, Scouting, and Life-craft, Including General Sir Baden-Powell's Scouting for Boys. Doubleday and Page for the Boy Scouts of America (1910)
- The Forester's Manual, Doubleday (1910)
- The Arctic Prairies, Scribners (1911)
- Rolf In The Woods, Doubleday (Dedicated to the Boy Scouts of America). Note: Full text is available on-line, thanks to Ted Soldan and the holders of the copyright. (1911)
- The Book of Woodcraft and Indian Lore (1912)
- The Red Lodge, private printing of 100 copies (1912)
- Wild Animals At Home, Doubleday (1913)
- The Slum Cat, Constable (London) (1915)
- Legend of the White Reindeer, Constable (London) (1915)
- The Manual of the Woodcraft Indians (1915)
- Wild Animal Ways, Doubleday (1916)
- Woodcraft Manual for Girls (1916)
- The Preacher of Cedar Mountain, Doubleday (1917)
- Woodcraft Manual for Boys; the Sixteenth Birch Bark Roll by Ernest Thompson Seton. Published for the Woodcraft League of America, Garden City, N.Y., Doubleday, Page & Company, 1917. 441 pp., illus. and music. (1917)
- The Woodcraft Manual for Boys; the Seventeenth Birch Bark Roll by Ernest Thompson Seton. Published for the Woodcraft League of America, Inc. Garden City, New York Doubleday, Page & Company, 441 pp. Illus. and music. (1918)
- The Woodcraft Manual for Girls; the Eighteenth Birch Bark Roll, Published for the Woodcraft League of America, Inc. Garden City, New York, Doubleday, Page & Company, 424 pp. Illus. and music. (1918)
- Sign Talk of the Indians, Doubleday (1918)
- The Laws and Honors of the Little Lodge of Woodcraft., 8 vo. Published at Cheyenne, Wyo. August. 4th edition. (1919)
- The Brownie Wigwam; The Rules of the Brownies. Fun outdoors for boys and girls under 11 years of age. Woodcraft League of America, N. Y. 8 vo., 7 pp. 5th edition, the first being part of the Birch Bark Roll for 1906 (1921)
- The Buffalo Wind (1921)
- Woodland Tales (1921)
- The Book of Woodcraft (1921)
- The Book of Woodcraft and Indian Lore; Doubleday, Page & Co., 590 pp. More than 500 drawings by the author; 3rd edition of the 1912 issue, enlarged by the inclusion of "The Foresters Manual." (1922)
- Bannertail: The Story of A Gray Squirrel, Scribners (1922)
- Manual of the Brownies; Manual of the Brownies, the Little Lodge of the Woodcraft League of America. 6th edition. A pamphlet of 10 pp. Oct., New York. (1922)
- The Ten Commandments in the Animal World, Doubleday (1923)
- Animals, The Nature Library, Doubleday (Color Plates) (1926)
- Lobo, Rag, and Vixen (The Scribner Series of School Reading), Scribners, 147 pp. (1927)
- Old Silver Grizzly, Hodder (London) (ca. 1927)
- Raggylug and Other Stories, Hodder (London) (ca. 1927)
- Chink and Other Stories, Hodder (London) (ca. 1927)
- Foam The Razorback, Hodder (London) (ca. 1927)
- Johnny Bear and Other Stories, Hodder (London) (ca. 1927)
- Lobo and Other Stories, Hodder (London) (ca. 1927)
- Animals Worth Knowing, (As Above), The Little Nature Library, Doubleday (No Color Plates) (1928)
- 1925-1928 Lives of Game Animals (4 Volumes), Doubleday
- Blazes on The Trail, Little Peegno Press (3 Pamphlets): Life Craft or Woodcraft; Rise of the Woodcraft Indians; Spartans of the West (1928)
- Krag, The Kootenay Ram and Other Stories, University of London Press (1929)
- Billy the Dog That Made Good, Hodder (London) (1930)
- Cute Coyote and Other Stories, Hodder (London) (1930)
- Lobo, Bingo, The Pacing Mustang (1930)
- Famous Animal Stories (1932)
- Animals Worth Knowing (1934)
- Johnny Bear, Lobo and Other Stories, (Modern Standard Authors) Scribners (1935)
- The Gospel of the Redman, with Julia Seton, Doubleday (1936)
- Biography of An Arctic Fox, Appleton-Century (1937)
- Great Historic Animals, Scribners (1937)
- Mainly About Wolves (Same as above), Methuen (London) (1937)
- Pictographs of the Old Southwest, with other authors, Cedar Rapids (1937)
- Buffalo Wind, Private printing of 200 (1938)
- Trail and Camp-Fire Stories (1940)
- Trail of an Artist-Naturalist: The Autobiography of Ernest Thompson Seton, Scribners (1940)
- Santanna, The Hero Dog of France, Limited printing of 500 copies with 300 autographed, Phoenix Press (1945)
- The Best of Ernest Thompson Seton (1949)
- Ernest Thompson Seton's America; Selections of the writings of the artist-naturalist. New York: Devin-Adair Co. 413 pages Edited with an intro by Farida A. Wiley (1954)
- Animal Tracks and Hunter Signs (1958)
- The Gospel of the Redman; with Julia M. Seton, Santa Fe NM; Seton Village (1958)
- The Worlds of Ernest Thompson Seton. (Edited, with introduction and commentary, by John G. Samson). New York: Knopf. 204 pp. (1976)